# European Currency Unit
Pour les articles homonymes, voir ECU.
La European Currency Unit, en français Unité de compte européenne (acronyme usuel : ECU, lu comme le mot français écu, code ISO 4217 : XEU) a été l'unité de compte de la Communauté européenne avant l'adoption du nom de l'euro, lors du Conseil européen de Madrid en décembre 1995.
Cette devise internationale a été créée en 1979, avec le Système monétaire européen (SME), dans le but de limiter les fluctuations des taux de change entre les pays membres de la CEE. L'ECU correspondait à une monnaie commune et non pas unique (comme l'euro). 
Ce n'était pas à proprement parler une monnaie mais un panier de valeurs, et la valeur de l'ECU était par définition plus stable que celle des monnaies qui le composent, la faiblesse éventuelle d'une monnaie du panier étant compensée par la force des autres monnaies. L'ECU a été utilisé comme unité de compte pour les institutions européennes et les banques centrales des pays membres, ainsi que comme monnaie de placement et d'endettement sur les marchés financiers.

## Changement de nom
Bien que le nom ECU ait été explicitement indiqué dans le traité de Maastricht comme nom de la future monnaie unique européenne (art. 109 notamment), le choix de changer le nom de la monnaie en « euro » a été avalisé en 1996. Plusieurs raisons ont été invoquées, certaines d'ordre « psycho-politique », d'autres d'ordre technique :
- ressemblait trop à l'écu, une ancienne monnaie française (ce qui était volontaire, le nom ECU ayant été proposé par Valéry Giscard d'Estaing)[1] ;
- la prononciation en allemand de « ein ECU » était trop proche de « eine Kuh », qui signifie « une vache »[2], ainsi que de eKu, qui est une marque de bière ;
- dans la mesure où tous les pays membres du SME ne rejoignaient pas la zone de monnaie unique, il pouvait être opportun de conserver une distinction entre cette dernière et l'ECU[réf. souhaitée].

Un concours européen fut même lancé pour dessiner les pièces d'ECU ; cependant entre la fin du concours et la délibération du jury, le nom d'euro avait déjà été adopté pour désigner la monnaie unique, malgré la protestation des Grecs, pour lesquels « euro » était trop proche du mot ούρα, qui signifie « urine »[réf. nécessaire].

## ECU, ancêtre de l'euro
Lors du basculement vers l'euro, le 1er janvier 1999, la valeur de cette nouvelle monnaie a été conventionnellement fixée à un ECU, mais l'euro n'est pas simplement le nouveau nom de l'ECU puisque l'euro est une monnaie réelle, ayant cours et étant matérialisée par des pièces et des billets alors que l'ECU n'était qu'un panier de monnaies. De plus, l'euro est, depuis cette date, la monnaie officielle unique des États européens de la zone euro. Enfin, l'ECU, panier de monnaies, est constitué de toutes les monnaies européennes, dont la livre sterling par exemple, ce qui n'est pas le cas de l'euro.
Pour la première fois la stabilité monétaire en Europe était définie par rapport à une référence interne, l'ECU, et non plus externe comme auparavant avec l'or ou le dollar.

## Valeur déterminée par le panier de monnaies
La valeur de l'ECU était déterminée par un panier de monnaie, comprenant tout ou partie des monnaies des pays membres de l'Union européenne. Chaque monnaie avait un poids différent.

## Sources